# Начос
На́чос (исп. nachos) — закуска мексиканской кухни, представляющая собой чипсы из кукурузной тортильи с различными добавками. С начос подают соусы, заправки, салаты, их также добавляют в различные блюда. Впервые они были созданы в 1940 году Игнасио «Начо» Анайя и состояли из жареных кусочков кукурузных лепёшек и плавленого сыра.
Начос также может быть отдельным блюдом, которое подают в пластиковом подносе, с двумя отделениями для чипсов и соуса или на тарелке, где чипсы уже политы соусом (например, чили кон кесо).

## История
Начос появились впервые в городе Пьедрас-Неграс, штат Коауила, Мексика на границе с техасским городом Игл-Пасс в ресторане «Виктори Клаб», хозяином которого был Родольфо де лос Сантос. Однажды в 1940 году десять жён американских солдат, расквартированных в Форте Дункан неподалёку от Игл-Пасс, были в Пьедрас-Неграс и отправились за покупками. После чего они зашли в тот ресторан, когда он уже закрывался. Метрдотель Игнасио Анайя предложил им блюдо, которое он только что изобрёл из того, что он нашёл на кухне: тортильи и сыра. Анайя нарезал тортильи в форме треугольников, добавил лонгхорнского чеддера, быстро нагрел всё это и приправил перцем халапеньо. Он сервировал блюдо, назвав его Nachos especiales.

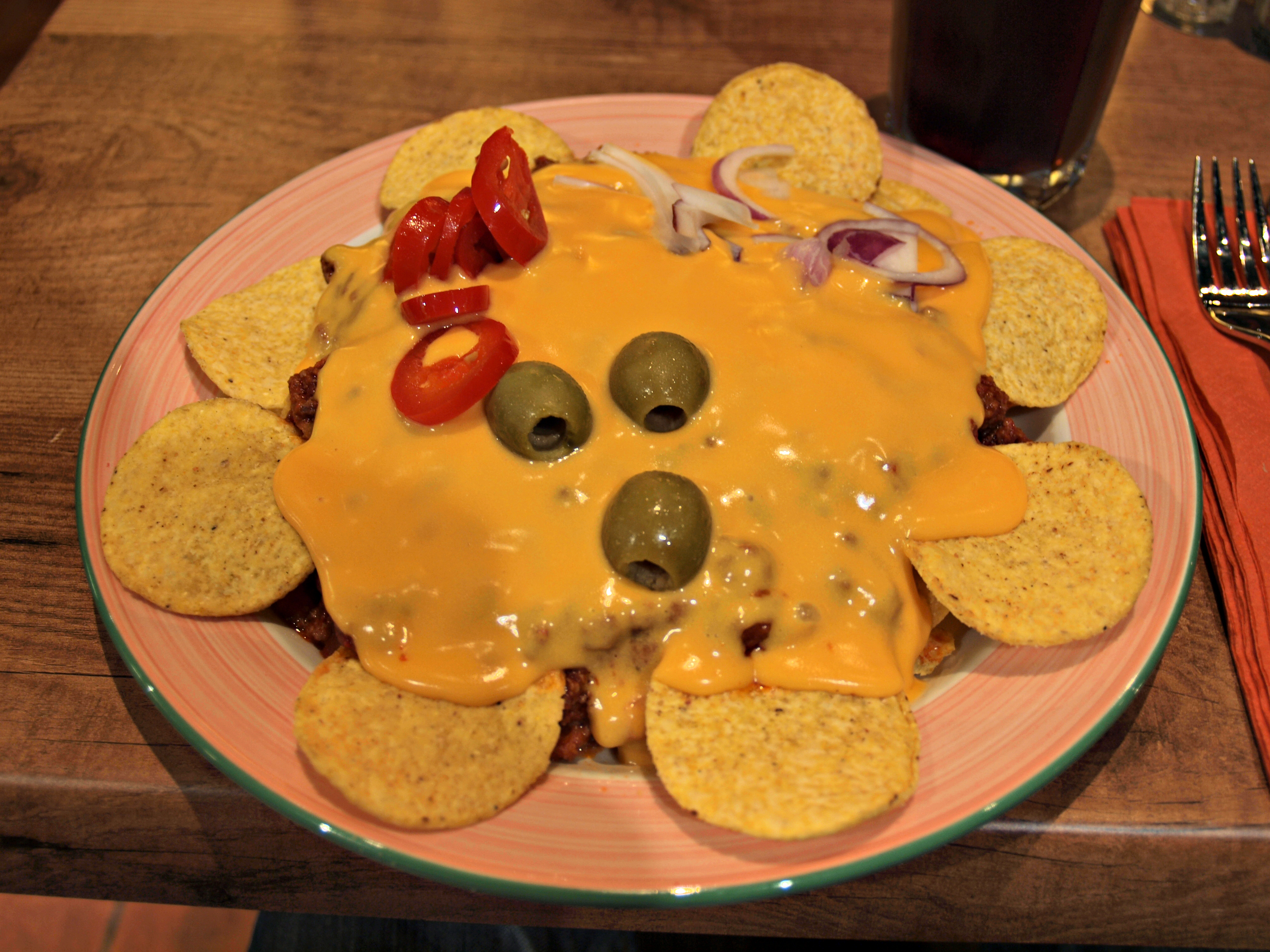
Начос с мясным фаршем, плавленым сыром, халапеньо, оливками и луком

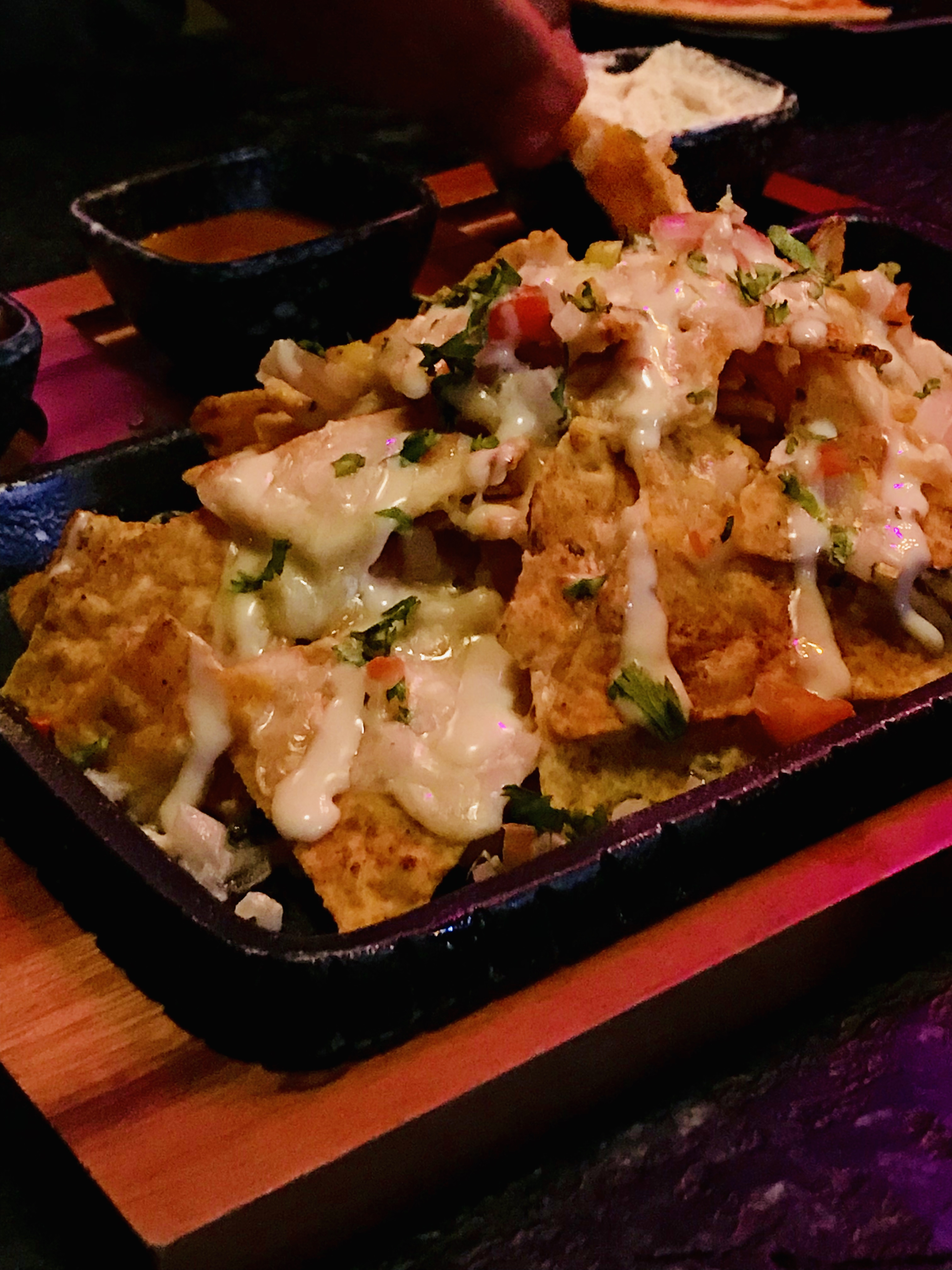
Начос

Анайя продолжил работу в ресторане Модерно в Пьедрас-Неграс, который до сих пор использует оригинальный рецепт. Также Анайя открыл в Пьедрас-Неграс свой собственный ресторан «Ресторан Начос». Рецепт начос от Анайи был напечатан в поваренной книге Святой Анны в 1954 году.
Популярное блюдо быстро распространилось по всему Техасу. Первое употребление слова «Nachos» в английском языке относят к 1949 году в книге «Вкус Техаса». Говорят, что официантка Кармен Роха представила это блюдо в ресторане Эль Холо Мексикан в Лос-Анджелесе в 1959 году.